# Портрет Евгения Ивановича Маркова
«Портрет Евгения Ивановича Маркова» — картина Джорджа Доу и его мастерской, из Военной галереи Зимнего дворца.
Картина представляет собой погрудный портрет генерал-лейтенанта Евгения Ивановича Маркова из состава Военной галереи Зимнего дворца.
К началу Отечественной войны 1812 года генерал-лейтенант Марков командовал корпусом в 3-й Обсервационной армии, однако из-за разногласий с адмиралом П. В. Чичаговым сдал командование корпусом Ф. В. Остен-Сакену и прибыл в ставку М. И. Кутузова, при котором находился до самого изгнания Наполеона из России. Во время Заграничного похода 1813 года командовал авангардом Польской армии, затем командовал дивизией в корпусе П. А. Толстого, сражался в Пруссии и Саксонии, отличился при блокаде Гамбурга.
Изображён в генеральском мундире, введённом для пехотных генералов 7 мая 1817 года. На шее крест ордена Св. Георгия 2-го класса; справа на груди серебряная медаль «В память Отечественной войны 1812 года» на Андреевской ленте и бронзовая дворянская медаль «В память Отечественной войны 1812 года» на Владимирской ленте, звёзды орденов Св. Александра Невского, Св. Георгия 2-го класса и ордена Св. Владимира 2-й степени — художник ошибочно не изобразил шейный крест этого ордена 2-й степени, который полагалось носить вместе со звездой, из-за этого кажется, что Марков носил звезду этого ордена 1-й степени, которого на самом деле не имел. Подпись на раме: Е. И. Марковъ 1й, Генералъ Лейтенантъ.
7 августа 1820 года Комитетом Главного штаба по аттестации Марков был включён в список «генералов, заслуживающих быть написанными в галерею» и 4 сентября 1821 года император Александр I приказал написать его портрет. В это время Марков состоял по армии без должности и 28 сентября 1821 года из Инспекторского департамента Военного министерства было направлено письмо «портрет его Высочайше повелено написать живописцу Дове, посему если изволит прибыть в Санкт-Петербург, то не оставить иметь с Дове свидание». Приезжал ли Марков сам в столицу и встречался ли с Доу, или же художник работал по присланному портрету-прототипу — неизвестно. Гонорар Доу был выплачен 16 октября 1826 года и 21 июня 1827 года. Готовый портрет поступил в Эрмитаж 8 июля 1827 года. Предыдущая сдача готовых портретов была 18 октября 1826 года, соответственно картина датируется между этими числами. Возможный портрет-прототип современным исследователям неизвестен.